# 1557

## Události

### Probíhající události
- 1545–1563 – Tridentský koncil

### Leden–březen
- 6. ledna – Italská válka v letech 1551–1559: Gaspard II. de Coligny, francouzský guvernér Pikardie (v severní Francii), zahajuje překvapivé útoky na Douai a Lens ve španělském Nizozemí a zabírá obě města pro Francii.[1]

### Říjen–prosinec
- 30. prosince – Italská válka v letech 1551–1559: Král Jindřich II. Francouzský prostřednictvím svého velvyslance Jean Cavenac de la Vigne posílá dopis Sulejmanovi Nádhernému, sultánovi Osmanské říše, aby poslal 150 lodí osmanského námořnictva na ochranu francouzského pobřeží.[2]

## Narození
- 1. ledna – Štěpán Bočkaj, uherský vzdorokrál († 29. prosince 1606)
- 24. února – Matyáš Habsburský, císař římský, král český, uherský a chorvatský a arcivévoda rakouský († 1619)
- 11. května – Fjodor I., ruský car, poslední člen dynastie Rurikovců na carském trůně († 7. ledna 1598)
- 4. září – Žofie Meklenburská, rodem meklenburská princezna a sňatkem s Frederikem II. dánská královna († 4. října 1631)
- ? – Izák Abrahamides, slovenský spisovatel († 3. září 1621)
- ? – Balthasar Gérard, vrah Viléma I. Oranžského († 13. července 1584)
- ? – Giovanni Gabrieli, italský skladatel († 12. srpna 1612)
- ? – Irina Godunovová, ruská carevna († 29. října 1603)
- ? – Nobutada Oda, japonský samuraj († 21. června 1582)

## Úmrtí
Česko
- 29. října – Petr Bořek Hamza ze Zábědovic (* cca 1499), český šlechtic, regent českého dominia pánů z Pernštejna (1550 – 1554)
- 17. listopadu – Bohunka z Rožmberka, česká šlechtična (* 17. března 1536)

Svět
- 9. dubna – Mikael Agricola, finský literát a pedagog, tvůrce spisovného finského jazyka (* 1510)
- 4. května – Jiří Rakouský, biskup a arcibiskup, nemanželský syn císaře Maxmiliána I. (* cca 1505)
- 11. června – Jan III. Portugalský, portugalský král (* 1502)
- 16. července – Anna Klevská, německá princezna a jako čtvrtá manželka Jindřicha VIII. anglická královna (* 1515)
- 1. září – Jacques Cartier, francouzský námořní kapitán a objevitel (* 1491)
- 27. září
  - Leopold Rakouský, nemanželský syn císaře Maxmiliána I. (* ? 1515)
  - Go-Nara, japonský císař (* 26. ledna 1497)
- 19. listopadu – Bona Sforza, milánská princezna a jako manželka Zikmunda I. Starého polská královna a velkokněžna litevská (* 1494)
- 13. prosince – Niccolò Fontana Tartaglia, italský renesanční matematik a konstruktér (* 1499/1500)
- ? – Jacopo da Pontormo, italský malíř a kreslíř (* 1494)
- ? – Philibert Babou, francouzský kryptograf a ministr financí (* cca 1484)

## Hlavy států
- České království – Ferdinand I.
- Svatá říše římská – Ferdinand I.
- Papež – Pavel IV.
- Anglické království – Marie I. Krvavá
- Francouzské království – Jindřich II.
- Španělsko – Filip II.
- Portugalsko – Jan III. / Sebastián I.
- Polské království – Zikmund II. August
- Uherské království – Ferdinand I.
- Rusko – Ivan IV. Hrozný
- Švédsko – Gustav I. Vasa
- Dánsko – Kristián III. Dánský
- Osmanská říše – Sulejman I.
- Perská říše – Tahmásp I.